# Campanário (Ribeira Brava)
Campanário is een plaats (freguesia) in de Portugese gemeente Ribeira Brava en telt 4131 inwoners (2001).

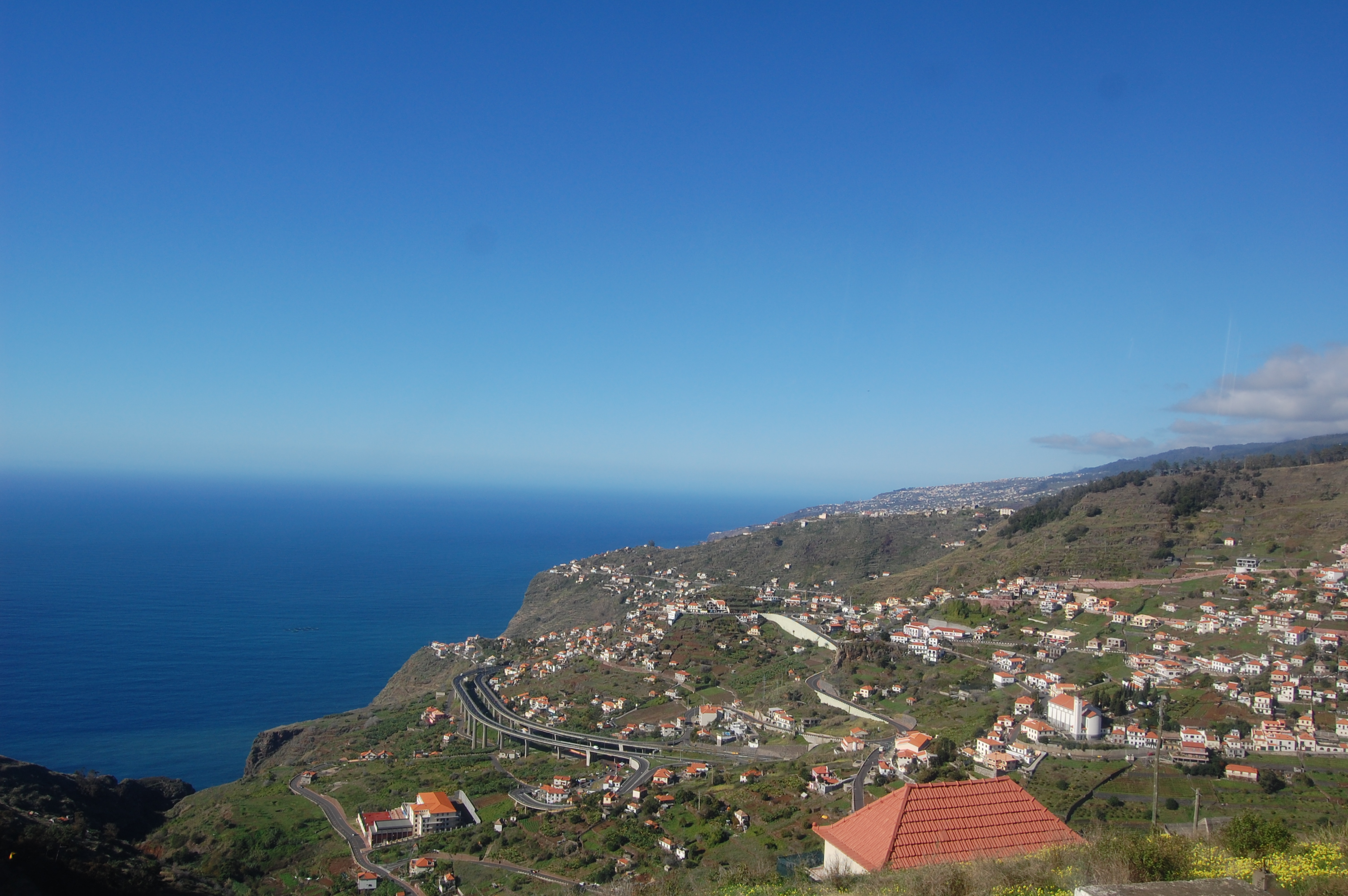
Panorama